# OKIクロステック
OKIクロステック株式会社は、東京都中央区に本社を置く電気通信工事、電気設備工事、情報システム開発などを行う企業である。沖電気工業グループ。

## 沿革

### 沖ウィンテック
- 1960年5月 - 沖電気工業株式会社から分離し、沖電気工事株式会社を設立[2]。
- 1997年4月 - 東京証券取引所2部に上場。
- 2000年8月 - テクノセンターを設立[2]。
- 2002年2月 - 商号を沖ウィンテック株式会社に変更[2]。
- 2010年6月 - 沖電気工業の完全子会社となる。
- 2019年4月 - 株式会社沖電気カスタマアドテックと統合[2]。

### 沖電気カスタマアドテック
- 1992年8月 - 沖電気工業株式会社より分離し、株式会社沖電気カスタマアドテックを設立[2]。
- 1999年3月 - カスタマーサポートセンターを設立[2]。
- 2019年4月 - 沖ウィンテック株式会社と統合[2]。

### OKIクロステック
- 2019年4月 - 沖ウィンテック株式会社と株式会社沖電気カスタマアドテックを統合し、OKIクロステック株式会社を設立[2]。
- 2019年7月 - 本社を晴海アイランドトリトンスクエアオフィスタワーY棟26階（東京都中央区）に移転[2]。
- 2019年8月 - カスタマーサポートセンターを本社東陽町別館（東京都江東区）に移転し、テクノセンターと統合[2]。
- 2020年7月 - 安田倉庫と医療機器サポート事業の分野で業務提携[3]。
- 2021年4月 - 関係会社ジェイ・エヌ・オー株式会社を統合[2]。
- 2023年11月 - パナソニックとEV充電インフラシェアリングサービス分野で提携[4]。

## 関連会社
- OKIアレステック株式会社[1]
- 株式会社OKIアドテックサポート[1]